# Pitões, Aldeia do Barroso

Pitões, Aldeia do Barroso (1979) é um documentário português de longa-metragem de Ricardo Costa, o segundo da tetralogia Homem Montanhês, conjunto de quatro longas-metragens sobre a vida na montanha.
São os seguintes os filmes da série: Castro Laboreiro,  filmado na freguesia de Castro Laboreiro, Pitões, Aldeia do Barroso, filmado em Pitões das Júnias, ambos de 1979. Datados de 1981, seguem-se Longe é a Cidade, filmado na Moimenta (Vinhais), e Ao Fundo desta Estrada, filmado em  Videmonte, na Serra da Estrela. Qualquer um destes quatro filmes ilustra o gosto pela prática da antropologia visual, característica do documentário português do Novo Cinema, com recurso às técnicas do cinema directo.
Estreia em televisão, na RTP 2, (primeira parte) a 16 de Outubro de 1979.
Antestreia em cinema no Teatro Rosa Damasceno, em Santarém, a 5 de Novembro de 1980.

## Ficha sumária
- Realização:Ricardo Costa
- Produção: Diafilme com a RTP
- Colaborações: Prof. Manuel Viegas Guerreiro, Parque Nacional da Peneda-Gerês, C.M. de Montalegre
- Formato: 16 mm cor
- Género: documentário etnográfico
- Duração: 86’
- Distribuição: Diafilme
- Estreia na RTP em Outubro de 1979
- Antestreia do filme completo no Teatro Rosa Damasceno - Museu da Junta Distrital - Santarém, a 5 de Novembro de 1980 pelas 18h

## Sinopse
«Protegida dos ventos agrestes da montanha, num vale verdejante das serranias do Barroso, em Trás-os-Montes, Pitões das Júnias é uma das aldeias comunitárias do norte de Portugal em que se encontram ainda activos os sistemas de inter-ajuda, de gestão e exploração colectiva do património: o concelho da aldeia, o forno do pão, o rebanho, a vezeira, o boi do povo.
Na velha povoação, talhada em granito, há os que lá sempre viveram e outros: velhos emigrantes que correram o mundo, que fizeram a vida toda lá fora, mas que resolveram passar os seus últimos dias na terra onde nasceram. Aqui deixaram amigos, filhos e netos, com quem agora se entretêm a contar histórias, a falar da vida. E na aldeia já há crianças letradas, que se deixam seduzir e se metem na história.
Sobreviver é saber viver com a violência: matar e esfolar um cabrito, por exemplo, ou com aquela violência, mais eloquente, de uma luta de gigantes, como a dos bois da aldeia. Impressiona. Condiz com o sorriso franco do Senhor Embaixador dos E.U.A., que aqui veio de visita. De situação em situação, de instantâneo em instantâneo, traça-se um retrato do quotidiano, de momentos únicos, seculares, mais antigos que o rosto dos homens que aqui vivem: homens receosos, ameaçados nas suas precárias riquezas, desvanecendo-se no espelho. Vivos, a viver num tempo que se esvai serenamente, como as águas límpidas do ribeiro. Deles só ficará o retrato» (Cit. sinopse do produtor).

## Enquadramento histórico
Pitões, Aldeia do Barroso e Longe é a Cidade são os dois filmes da série Homem Montanhês rodados na região de Trás-os-Montes. Identificam-se ambos por retratarem tradições comunitárias ainda subsistentes, especialmente em Pitões das Júnias, menos na aldeia da Moimenta, próxima de Vinhais, onde a exploração de uma pedreira comunitária e a migração de jovens para as grandes cidades altera profundamente a organização económica e social do povoado. Do ponto de vista temático, o retrato humano de residentes e de emigrantes que voltam à terra natal, o quotidiano feito de hábitos seculares, temperado pelo maravilhoso, típico do imaginário cultural da região, são as preocupações centrais destes filmes.
Do ponto de vista formal, caracterizam-se por uma prática de cinema directo que constrói o real como obra em progresso, registando eventos que surgem diante do olho da câmara e outros que ela provoca, criando eventos encenados, sem nunca trair a verdade dos factos, sem desvirtuar as realidades. Tornam-se assim uma espécie de escrita cinematográfica que só na montagem ganha corpo, resultando num objecto fílmico cuja articulação não se faz pela narrativa (nenhum dos filmes conta uma história) mas sim pela associação musical das imagens, por vezes em montagem paralela, de modo a criar um ritmo, um todo feito de harmonias, em moldes de sinfonia visual, aquilo que produzirá o sentido da obra.

## Ficha técnica
- Realização: Ricardo Costa
- Produção: Diafilme para a RTP
- Fotografia: Vítor Estêvão
- Som: Paulo Morais, Vítor Duarte
- Misturas: Alberto Couto (misturas).
- Assistente de Imagem: Adão Gigante
- Director de Produção: Óscar Cruz
- Colaborações: Prof. Viegas Guerreiro, Parque Nacional da Peneda-Gerês, C.M. de Montalegre
- Montagem: Ricardo Costa com Luís Gaspar
- Ano de produção: 1979
- Formato: 16 mm cor
- Género: documentário etnográfico
- Duração: 86’
- 2ª longa-metragem da série Homem Montanhês
- Laboratório de imagem: Tobis Portuguesa
- Laboratório de som: RTP
- Exteriores: Pitões das Júnias
- Distribuição: Diafilme
- Estreia na RTP em Outubro de 1979
- Antestreia do filme completo no Museu da Junta Distrital, Santarém, a 5 de Novembro de 1980

## Festivais
- 1980 - 10º Festival de Cinema de Santarém (prémio Cidade de Santarém)
- 1981 - 10º Festival Internacional de Cinema da Figueira da Foz